# Efraim Ilin
Efraim Ilin (Hebreeuws: אפרים אילין) (Charkov, 20 februari 1912 – Rehovot, 17 september 2010) was een Israëlische zakenman en veiligheidsexpert. Hij staat bekend om de oprichting van Kaiser-Frazer of Israel.

## Jeugd en opleiding
Ilin werd geboren op 20 februari 1912 in Kharkov in het Keizerrijk Rusland (het huidige Charkov in Oekraïne). Hij kreeg een zionistische opvoeding en sprak Hebreeuws vanaf zijn zesde levensjaar. In 1924 emigreerde zijn familie naar het Mandaatgebied Palestina en vestigde zich in Ness Ziona. Ilin liep er school aan het Hebreeuwse Gymnasium van Herzliya en volgde daarna een opleiding economie in België. In 1934 trouwde hij met zijn vrouw Ziporah.

## Carrière in de beveiliging
In 1938 werd Ilin door Avraham Stern opgeroepen als vrijwilliger in de Irgun. Hij werkte er samen met Stern en David Raziel, een van de stichtende leden. In 1948 onderhandelde Ilin, die toen in Milaan woonde, samen met Ehud Avriel een deal met Tsjechoslowakije om wapens te leveren aan het IDF. In 1948 onderhandelde Ilin namens de Mossad ook over een wapenuitrustingsdeal met Levi Eshkol en Joegoslavië.

## Carrière als zakenman
In 1945 werd Ilin junior partner van Max Cukier en Avram Goldstein, nadat hij hun geholpen had om een contract te sluiten voor de aankoop van Egyptisch katoen dat vervolgens in Italië gesponnen werd voor wederuitvoer naar Palestina.
Na de oprichting van de staat Israël in 1948 had Ford plannen om te investeren in Israël om het grote aantal voertuigen te produceren dat nodig zou zijn voor het leger en de regering. Na dreigementen met boycots van de Arabische landen trok Ford zich echter terug.
Terwijl de regering naar alternatieven zocht, kwam Ilin in contact met Hickman Price van de Amerikaanse autobouwer Kaiser-Frazer. Kaiser had eerder al een autofabriek in Nederland gebouwd en was van plan er nog een te bouwen in Griekenland. Ilin ontmoette Price en de twee kwamen overeen om een project van 2,5 miljoen dollar te starten. Kaiser-Frazer was bereid een half miljoen dollar te investeren en Ilin zou voor de andere twee miljoen dollar zorgen. In 1950 reisde Ilin, die niet zeker was of de investering succesvol zou zijn, naar Brooklyn (New York) om rabbijn Menachem M. Schneerson te ontmoeten voor advies over de kwestie. Schneerson drong er bij Ilin op aan om de twee miljoen te verstrekken die nodig waren om de deal tot stand te brengen, en vertelde Ilin dat het nieuwe autobedrijf de Israëlische economie zou stimuleren en banen zou creëren voor Israëlische burgers, overlevenden van de Holocaust en nieuwe immigranten. Schneerson verzekerde Ilin dat de deal succesvol zou zijn.
In 1951 werd de assemblagefabriek van Kaiser-Frazer of Israel (Kafris) geopend in Nesher (Haifa). In de fabriek werden Kaiser-Frazer-modellen geassembleerd, samen met Mack-vrachtwagens onder licentie. In 1956 was Kaiser-Fraizer verantwoordelijk voor 28% van de Israëlische export. Tegen het einde van de jaren vijftig stond de operatie bekend als Kaiser-Ilin Industries, genoemd naar Ilin.
In 1959 sloot Kaiser-Ilin een overeenkomst met Studebaker om zescilinder Studebaker Larks in Haifa te assembleren, met het oog op potentiële kopers te helpen om de hoge Israëlische accijnzen op geïmporteerde voertuigen te omzeilen. Eerder dat jaar werden 400 werknemers ontslagen en schortte de fabriek de werkzaamheden voor twee weken op vanwege een gebrek aan onderdelen.
In 1969 moest Ilin onder druk van de Israëlische overheid de fabriek verkopen aan concurrent Autocars. Daarop trok Ilin zich terug uit de auto-industrie en verliet hij gedesillusioneerd Israël. Nadat hij de industrie had verlaten, werd hij kunstverzamelaar en woonde in Frankrijk en Italië voordat hij uiteindelijk terugkeerde naar Israël. Waar hij in 2010 op 98-jarige leeftijd overleed.